# Mohnnudel
Les Mohnnudeln (« nouilles au pavot » en allemand) sont une spécialité de la cuisine de Bohême et d'Autriche.

## Description

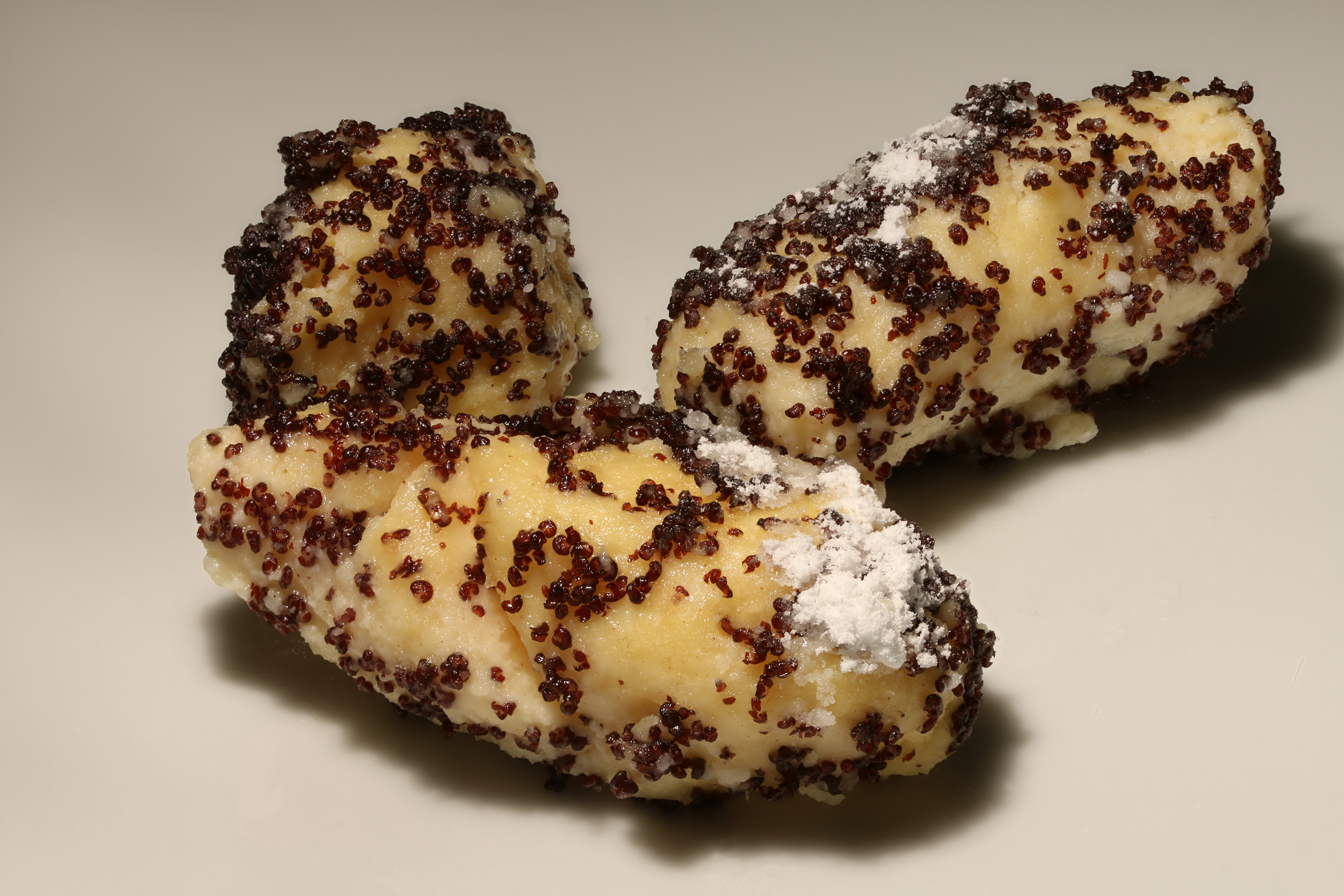
Gros plan sur des Mohnnudeln avec du sucre glace.

Ce sont des sortes de nouilles épaisses faites à partir d'une pâte de pomme de terre, similaires aux Schupfnudeln.
La principale différence est que les Mohnnudeln sont servies avec du beurre fondu et des graines de pavot moulues, qui donnent au plat sa couleur noire caractéristique, puis saupoudrées de sucre glace.
Elles sont aussi appelées Waldviertler Mohnnudeln, du nom de la région autrichienne d'où elles sont originaires. Le Waldviertel est une partie de la Basse-Autriche où la culture des graines de pavot est très ancienne.
Les Mohnnudeln se consomment en dessert ou lors d'un dîner léger. La plupart des Bavarois et des Autrichiens les servent traditionnellement comme plat principal.